# Sinagoga Hechal Yehuda
La Sinagoga Hechal Yehuda (en hebreo: הגדולבית הכנסת היכל יהודה) también conocida comúnmente como la Sinagoga Recanati, es una de los aproximadamente 500 sinagogas en la segunda ciudad más grande de Israel, Tel Aviv. Situada en la calle Menahem ben Saruq en el centro de la ciudad, se llama a veces la Sinagoga concha de mar. Debido a su inusual forma se asemeja a una concha marina el diseño está inspirado en las conchas marinas de las costas de la ciudad griega de Tesalónica, que es la ciudad natal de la familia Recanati.
La construcción fue completada en 1980